# Clemensia umbrata
Clemensia umbrata är en fjärilsart som beskrevs av Alpheus Spring Packard 1872. Clemensia umbrata ingår i släktet Clemensia och familjen björnspinnare. Inga underarter finns listade i Catalogue of Life.